# Campionati del mondo di ciclismo su pista 1996
I Campionati del mondo di ciclismo su pista 1996 si svolsero a Manchester, in Regno Unito, dal 28 agosto al 1º settembre.

## Medagliere
| Posiz. | Nazione     | Oro | Argento | Bronzo | Totale |
| ------ | ----------- | --- | ------- | ------ | ------ |
| 1      | Francia     | 4   | 1       | 4      | 9      |
| 2      | Australia   | 2   | 3       | 2      | 7      |
| 3      | Italia      | 2   | 1       | 2      | 5      |
| 4      | Stati Uniti | 1   | 2       |        | 3      |
| 5      | Russia      | 1   |         | 1      | 2      |
| 6      | Spagna      | 1   |         |        | 1      |
| 6      | Regno Unito | 1   |         |        | 1      |
| 8      | Germania    |     | 4       | 3      | 7      |
| 9      | Danimarca   |     | 1       |        | 1      |